# دينيس رودريغيز
دينيس رودريغيز (بالإسبانية: Denis Rodríguez)‏ (31 يوليو 1996 بروساريو في الأرجنتين - ) هو لاعب كرة قدم أرجنتيني في مركز الوسط.

## وصلات خارجية
- دينيس رودريغيز على موقع إي إس بي إن إف سي (الإنجليزية)
- دينيس رودريغيز على موقع قاعدة بيانات كرة القدم.إي يو (الإنجليزية)
- دينيس رودريغيز على موقع Soccerway.com (الإنجليزية)
- دينيس رودريغيز على موقع AS.com (الإسبانية)